# Králův dluh
Králův dluh je historický detektivní román Vlastimila Vondrušky z roku 2012. Jedná se o 16. díl ze série Hříšní lidé Království českého.

## Obsah
Hlavní hrdina Oldřich z Chlumu byl povolán králem Přemyslem Otakarem II. na Pražský hrad pod záminkou oslav za jeho oddanost a věrné služby. Pravým důvodem pozvání Oldřicha z Chlumu byl ovšem nevyřešený dluh k obsazenému a právě připojenému Chebsku. Chebští předložili králi listinu, která uvádí, že Václav I., králův otec, si v minulosti vypůjčil velké množství peněz, a nyní žádají jeho navrácení. Dle správce královské pokladnice byl dluh dávno navrácen, ale listina, která toto stvrzuje, není k nalezení. Přemysl Otakar II. tedy dluh uhradil znovu a nechal si podepsat novou listinu, která měla zajistit vrácení peněz v případě, že se podaří předchozí listinu dohledat. Za zvláštních okolností se ovšem ztratí i tato listina a zanedlouho je zavražděn písař. Na Oldřichových bedrech tedy leží jak dohledání ztracených listin, tak dopadení vraha zavražděného písaře.

## Existující vydání
Papírová kniha:
- 1. vydání – Moba, Brno 2012, 317 s. (ISBN 978-80-243-4902-2)
- 2. vydání – Moba, Brno 2017, 317 s. (ISBN 978-80-243-7615-8)

Audiokniha:
- 1. verze – Tympanum, Praha 2016, čte Jan Hyhlík